# Primera fila (Thalía)
Primera fila è il primo album dal vivo della cantante messicana Thalía, pubblicato nel 2009.

## Tracce
Edizione standard
1. Cosiéndome el corazón – 4:21
2. Enséñame a vivir – 4:22
3. Qué será de ti – 4:38
4. Cómo – 4:18
5. El próximo viernes – 4:09
6. Medley (Entre el mar y una estrella, Piel morena, No me enseñaste, Amor a la mexicana) – 7:48
7. Estoy enamorado (feat. Pedro Capó) – 4:39
8. Equivocada – 4:02
9. Brindis – 4:34
10. Con la duda (feat. Joan Sebastian) – 3:16
11. Cuando te beso – 3:51
12. Ya lo sabía – 3:08
13. Mujeres – 3:29

## Classifiche
| Paese                        | Posizione più alta |
| ---------------------------- | ------------------ |
| Grecia                       | 6                  |
| Messico                      | 1                  |
| Spagna                       | 32                 |
| Stati Uniti Latin Pop Albums | 4                  |